# نعيمة الجزائرية
قرايمو فاطمة الزهراء اسمها الفني نعيمة الجزائرية أو نعيمة دزيرية (مواليد 27 يونيو 1968) مغنية جزائرية في الشعبي وموسيقى الحوزي العاصمية، تدرج مشوارها بين مدرسة جمعية الفخارجية، جمعية الموسيقى العربية الأندلسية الرائدة في الجزائر. كما شاركت سنة 1983 في برنامج عرض المواهب ألحان وشباب. كما تأثرت بفنانين كبار أمثال ”فضيلة الدزيرية، أعمر الزاهي والهاشمي قروابي.
لم يمنعها فقدانها بصرها من أن تشق طريقها نحو الريادة والتألق في سماء الأغنية الحوزية العصرية، وحسب تعبيرها، كان قلبها هو دليلها في مشوارها هذا، كما تقول في أغنية «دليلي قلبي، وحده من لا يخونني».

## مسيرتها
ترعرعت وسط عائلة تحافظ على الفن الأصيل والموسيقى الأندلسية، فقدت البصر وهي بالمهد، فالتحقت بمدرسة صغار المكفوفين بالعاشور، وتعلمت فيها مبادئ الموسيقى، وأمام شغفها بالموسيقى والفن انتقلت إلى الكونسيرفاتوار، حيث أتقنت السولفاج والعزف على مختلف الآلات الموسيقية، ودعمت دراستها النظرية بالتكوين التطبيقي بجمعية الفخارجية، وهي أعرق المدارس الجزائرية في الفن الأندلسي. ساعدها تلائم صوتها مع موسيقى الحوزي. شاركت «ألحان وشباب» عام 1983 وتحصلت على المرتبة الثانية وعمرها 14 سنة، بأغنية» مال حبيبي مالو«.
تزوجت نعيمة في سن مبكر، لكن تجربتها مع الزواج كانت فاشلة حيث انفصلت عن زوجها المقيم بفرنسا بعد فترة قصيرة وأثمر هذا الزواج بولد وبنت. عادت إلى الجزائر لتتفرغ للفن الذي انقطعت عنه سنة 1985 واستمر غيابها عن الساحة الفنية إلى 1990، وعاد اسمها بألبوم «مازلني على ديداني» إحدى أشهر أغانيها على الإطلاق، ولها عدة أعمال مشتركة مع سلمى عنڤر، ومن علاقتها معها خرجت فكرة أغنية» مازلت على ديداني« ،
أدت العديد من الأغاني من التراث المغربي والتونسي.

## ألبومات
- شهلت لعيالي، 2008.
- المقنين الزين

## وصلات خارجية
- مازلت على ديداني على يوتيوب
- يالمقنين الزين على يوتيوب
- لله ... وين شفتوا حبيبي على يوتيوب